# Indianapolis 500 in 1954
De Indianapolis 500 1954 werd gehouden op 31 mei op het circuit van Indianapolis. Het was de tweede race van het seizoen. Het was ook een race die deel uitmaakte van het wereldkampioenschap Formule 1 in 1954.

## Uitslag
| Pos. | Grid | Nr. | Coureur                                                      | Constructeur             | Kwalificatie (mijl / uur) | Rangschikking | Rondes | Leiding | Tijd / Oorzaak uitval | Punten |
| ---- | ---- | --- | ------------------------------------------------------------ | ------------------------ | ------------------------- | ------------- | ------ | ------- | --------------------- | ------ |
| 1    | 19   | 14  | Bill Vukovich                                                | Kurtis Kraft-Offenhauser | 138,47                    | 14            | 200    | 90      | 3:49:17.27            | 8      |
| 2    | 3    | 9   | Jimmy Bryan                                                  | Kuzma-Offenhauser        | 139,66                    | 5             | 200    | 46      | + 1:09.95             | 6      |
| 3    | 1    | 2   | Jack McGrath                                                 | Kurtis Kraft-Offenhauser | 141,03                    | 1             | 200    | 47      | + 1:19.73             | 5S     |
| 4    | 11   | 34  | Troy Ruttman Duane Carter                                    | Kurtis Kraft-Offenhauser | 137,73                    | 31            | 200    | 0       | + 2:52.68             | 1½     |
| 5    | 14   | 73  | Mike Nazaruk                                                 | Kurtis Kraft-Offenhauser | 139,58                    | 6             | 200    | 0       | + 3:24.55             | 2      |
| 6    | 24   | 77  | Fred Agabashian                                              | Kurtis Kraft-Offenhauser | 137,74                    | 30            | 200    | 0       | + 3:47.55             |        |
| 7    | 6    | 7   | Don Freeland                                                 | Phillips-Offenhauser     | 138,33                    | 16            | 200    | 0       | + 4:13.35             |        |
| 8    | 32   | 5   | Paul Russo Jerry Hoyt                                        | Kurtis Kraft-Offenhauser | 137,67                    | 32            | 200    | 0       | + 5:01.17             |        |
| 9    | 25   | 28  | Larry Crockett                                               | Kurtis Kraft-Offenhauser | 139,55                    | 8             | 200    | 0       | + 7:07.24             |        |
| 10   | 13   | 24  | Cal Niday                                                    | Stevens-Offenhauser      | 139,82                    | 3             | 200    | 0       | + 7:07.69             |        |
| 11   | 27   | 45  | Art Cross Johnnie Parsons Sam Hanks Andy Linden Jimmy Davies | Kurtis Kraft-Offenhauser | 138,67                    | 13            | 200    | 8       | + 8:22.19             |        |
| 12   | 5    | 98  | Chuck Stevenson Walt Faulkner                                | Kuzma-Offenhauser        | 138,77                    | 12            | 199    | 0       | + 1 Ronde             |        |
| 13   | 22   | 88  | Manny Ayulo                                                  | Kuzma-Offenhauser        | 138,16                    | 22            | 197    | 0       | + 3 Rondes            |        |
| 14   | 9    | 17  | Bob Sweikert                                                 | Kurtis Kraft-Offenhauser | 138,20                    | 21            | 197    | 0       | + 3 Rondes            |        |
| 15   | 8    | 16  | Duane Carter Marshall Teague Jimmy Jackson Tony Bettenhausen | Kurtis Kraft-Offenhauser | 138,23                    | 19            | 196    | 0       | + 4 Rondes            |        |
| 16   | 20   | 32  | Ernie McCoy                                                  | Kurtis Kraft-Offenhauser | 138,41                    | 15            | 194    | 0       | + 6 Rondes            |        |
| 17   | 7    | 25  | Jimmy Reece                                                  | Pankratz-Offenhauser     | 138,31                    | 17            | 194    | 0       | + 6 Rondes            |        |
| 18   | 31   | 27  | Ed Elisian Bob Scott                                         | Stevens-Offenhauser      | 137,79                    | 29            | 193    | 0       | + 7 Rondes            |        |
| 19   | 33   | 71  | Frank Armi George Fonder                                     | Kurtis Kraft-Offenhauser | 137,67                    | 33            | 193    | 0       | + 7 Rondes            |        |
| 20   | 10   | 1   | Sam Hanks Jimmy Davies Jim Rathmann                          | Kurtis Kraft-Offenhauser | 137,99                    | 25            | 191    | 1       | Spin                  |        |
| 21   | 12   | 35  | Pat O'Connor                                                 | Kurtis Kraft-Offenhauser | 138,08                    | 23            | 181    | 0       | Spin                  |        |
| 22   | 16   | 12  | Rodger Ward Eddie Johnson                                    | Pawl-Offenhauser         | 139,92                    | 2             | 172    | 0       | Opgave                |        |
| 23   | 17   | 31  | Gene Hartley Marshall Teague                                 | Kurtis Kraft-Offenhauser | 139,06                    | 10            | 168    | 0       | Koppeling             |        |
| 24   | 4    | 43  | Johnny Thomson Andy Linden Jimmy Daywalt                     | Nichels-Offenhauser      | 138,78                    | 11            | 165    | 0       | Opgave                |        |
| 25   | 23   | 74  | Andy Linden Bob Scott                                        | Schroeder-Offenhauser    | 137,82                    | 27            | 165    | 0       | Ophanging             |        |
| 26   | 30   | 99  | Jerry Hoyt                                                   | Kurtis Kraft-Offenhauser | 137,82                    | 28            | 130    | 0       | Motor                 |        |
| 27   | 2    | 19  | Jimmy Daywalt                                                | Kurtis Kraft-Offenhauser | 139,78                    | 4             | 111    | 8       | Ongeluk               |        |
| 28   | 28   | 38  | Jim Rathmann Pat Flaherty                                    | Kurtis Kraft-Offenhauser | 138,22                    | 20            | 110    | 0       | Ongeluk               |        |
| 29   | 21   | 10  | Tony Bettenhausen                                            | Kurtis Kraft-Offenhauser | 138,27                    | 18            | 105    | 0       | Wiellager             |        |
| 30   | 29   | 65  | Spider Webb Danny Kladis                                     | Bromme-Offenhauser       | 137,97                    | 26            | 104    | 0       | Benzinepomp           |        |
| 31   | 26   | 33  | Len Duncan George Fonder                                     | Schroeder-Offenhauser    | 139,21                    | 9             | 101    | 0       | Remmen                |        |
| 32   | 15   | 15  | Johnnie Parsons                                              | Kurtis Kraft-Offenhauser | 139,57                    | 7             | 79     | 0       | Motor                 |        |
| 33   | 18   | 51  | Bill Homeier                                                 | Kurtis Kraft-Offenhauser | 138,00                    | 24            | 74     | 0       | Ongeluk               |        |

## Noot
- Dit was het debuut in het Formule 1 Wereldkampioenschap voor de Amerikaanse coureurs Wally Campbell, Bob Christie, Frank Mundy, Eddie Russo, Larry Crockett en Ed Elisian.
- Eerste pole position en snelste ronde voor Jack McGrath.
- Dit was de vijfde pole position, snelste ronde en Grand Prix-winst voor een Amerikaanse coureur.
- Eerste rondes als raceleider voor Jimmy Daywalt, Art Cross, en Jimmy Bryan.
- Eerste podiumplaats voor Jimmy Bryan.

Grand Prix Formule 1 van de Verenigde Staten: 1908 · 1910 · 1911 · 1912 · 1914 · 1915 · 1916 · 1959 · 1960 · 1961 · 1962 · 1963 · 1964 · 1965 · 1966 · 1967 · 1968 · 1969 · 1970 · 1971 · 1972 · 1973 · 1974 · 1975 · 1976 · 1977 · 1978 · 1979 · 1980 · 1989 · 1990 · 1991 · 2000 · 2001 · 2002 · 2003 · 2004 · 2005 · 2006 · 2007 · 2012 · 2013 · 2014 · 2015 · 2016 · 2017 · 2018 · 2019 · 2021 · 2022 · 2023 · 2024 · 2025 · 2026

Indianapolis 500: 1950 · 1951 · 1952 · 1953 · 1954 · 1955 · 1956 · 1957 · 1958 · 1959 · 1960

Grand Prix Formule 1 van de Verenigde Staten West: 1976 · 1977 · 1978 · 1979 · 1980 · 1981 · 1982 · 1983

Grand Prix Formule 1 van Las Vegas: 1981 · 1982 · 2023 · 2024 · 2025

Grand Prix Formule 1 van de Verenigde Staten Oost: 1982 · 1983 · 1984 · 1985 · 1986 · 1987 · 1988

Grand Prix Formule 1 van Dallas: 1984

Grand Prix Formule 1 van Miami: 2022 · 2023 · 2024 · 2025 · 2026 · 2027 · 2028 · 2029 · 2030 · 2031
1911 · 1912 · 1913 · 1914 · 1915 · 1916 · 1917 · 1918 · 1919 · 1920 · 1921 · 1922 · 1923 · 1924 · 1925 · 1926 · 1927 · 1928 · 1929 · 1930 · 1931 · 1932 · 1933 · 1934 · 1935 · 1936 · 1937 · 1938 · 1939 · 1940 · 1941 · 1942 · 1943 · 1944 · 1945 · 1946 · 1947 · 1948 · 1949 · 1950 · 1951 · 1952 · 1953 · 1954 · 1955 · 1956 · 1957 · 1958 · 1959 · 1960 · 1961 · 1962 · 1963 · 1964 · 1965 · 1966 · 1967 · 1968 · 1969 · 1970 · 1971 · 1972 · 1973 · 1974 · 1975 · 1976 · 1977 · 1978 · 1979 · 1980 · 1981 · 1982 · 1983 · 1984 · 1985 · 1986 · 1987 · 1988 · 1989 · 1990 · 1991 · 1992 · 1993 · 1994 · 1995 · 1996 · 1997 · 1998 · 1999 · 2000 · 2001 · 2002 · 2003 · 2004 · 2005 · 2006 · 2007 · 2008 · 2009 · 2010 · 2011 · 2012 · 2013 · 2014 · 2015 · 2016 · 2017 · 2018 · 2019 · 2020 · 2021 · 2022 · 2023 · 2024